# Dio Padre Misericordioso
Dio Padre Misericordioso, amplamente conhecida como Igreja do Jubileu, é uma igreja titular e um centro comunitário em Tor Tre Teste, no quartiere Alessandrino de Roma. De acordo com o arquiteto Richard Meier, seu arquiteto, ela é a "joia da coroa do projeto Millennium do Vicariato di Roma". Ela serve aos oito mil residentes da região e foi projetada para reanimar socialmente Tor Tre Teste. A construção começou em 1998 e terminou em 2003.
Meier foi escolhido como arquiteto depois de vencer uma competição que contou com a participação de famosos arquitetos como Frank Gehry, Santiago Calatrava e Tadao Ando em 1996.
O cardeal-diácono protetor da diaconia de Deus Pai misericordioso é Crescenzio Sepe.

## O local
O local da igreja está dividido em quatro partes: primeiro, a porção edificada, incluindo a igreja e o centro comunitário; segundo, o terraço no lado nordeste; terceiro, uma praça de recreação a noroeste e, finalmente, um estacionamento no lado oeste.

## Projeto e construção
A fachada sul da igreja é composta por três grandes paredes curvas — segmentos de uma esfera — de concreto pré-moldado. Meier alega ter projetado a igreja para minimizar picos de temperatura no interior: a grande massa termal das paredes de concreto controlam o ganho calorífico do interior, diminuindo as variações termais e supostamente resultando num uso mais eficiente de energia. As paredes contém ainda dióxido de titânio para manter a cor branca no exterior. Enrico Borgarello, diretor de pesquisa e desenvolvimento da Italcementi, a companhia que desenvolveu o cimento, alega que ele ajuda a eliminar os resíduos da poluição do ar. Segundo ele:
| “ | Quando o dióxido de titânio absorve os raios ultravioleta, ele se torna muito reativo, quebrando os poluentes que entram em contato com o concreto em partes menores. Ele é particularmente bom para remover os venenosos gases que saem dos escapamentos dos carros | ” |

## Galeria

Imagens da igreja
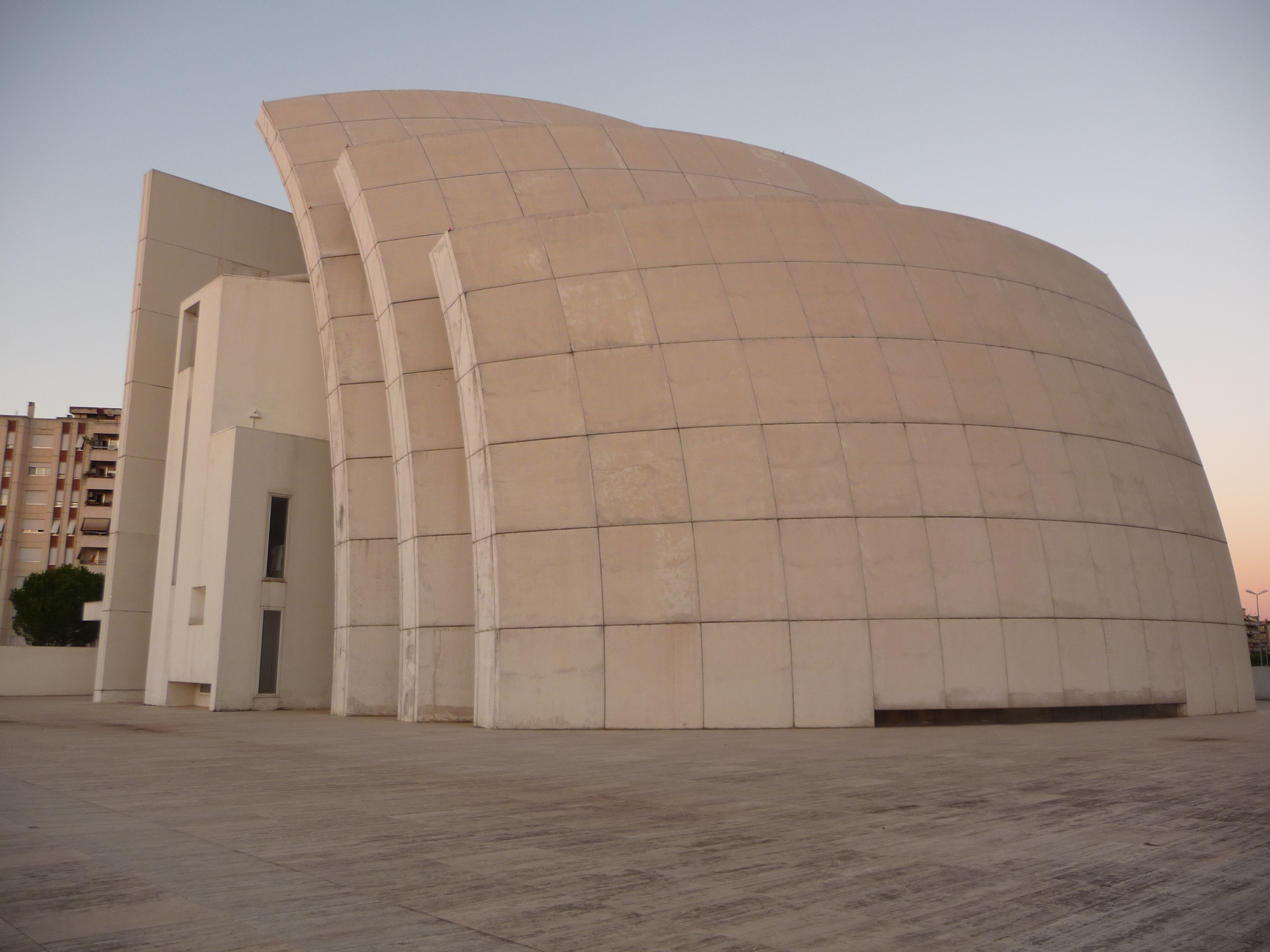
Vista lateral.
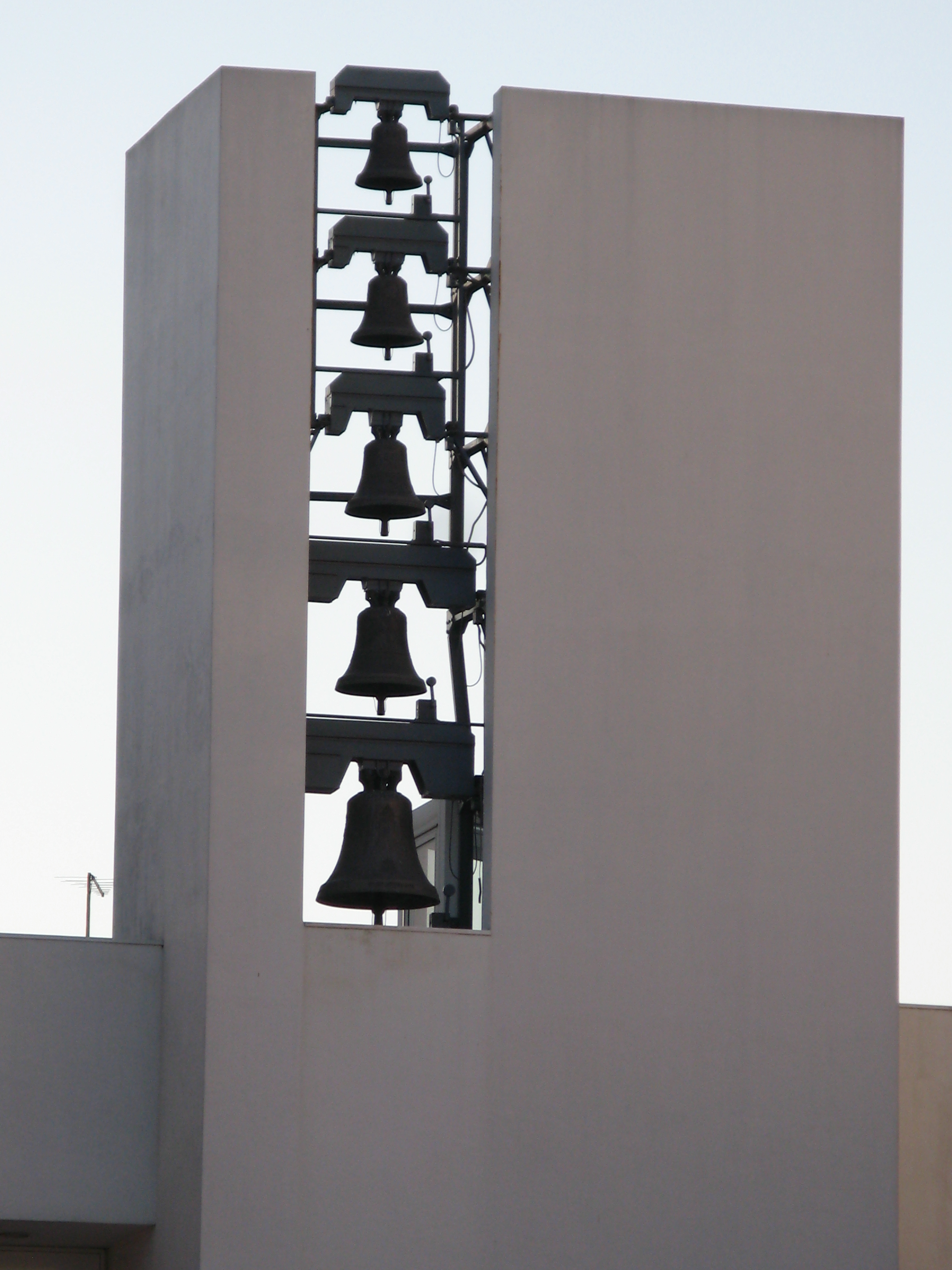
Campanário.
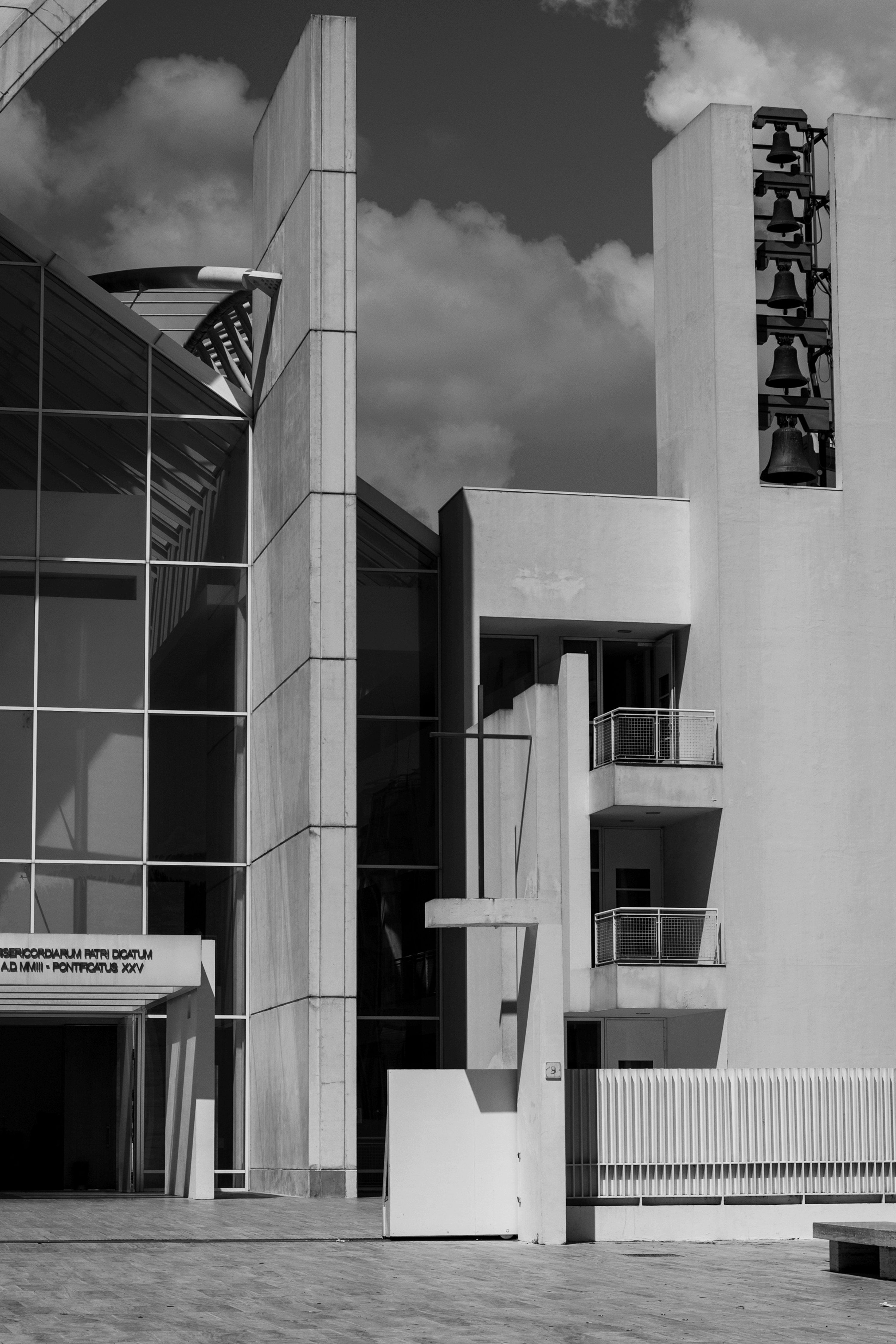
Linhas modernas.
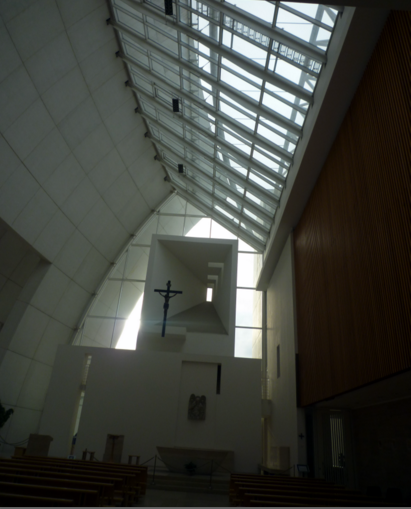
Vista do interior.
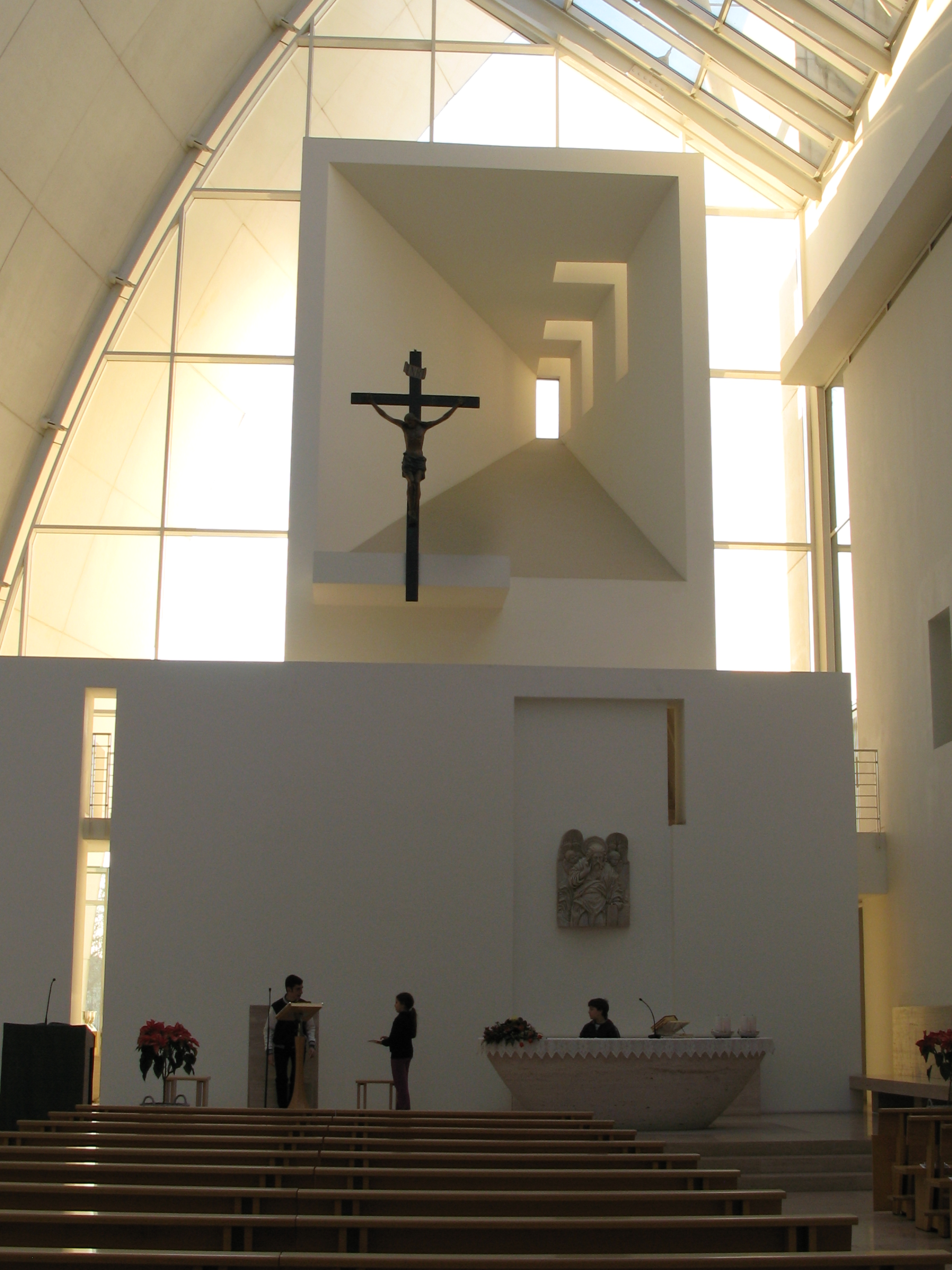
Altar-mor.